# Detroit Shock 2004
La stagione 2004 delle Detroit Shock fu la 7ª nella WNBA per la franchigia.
Le Detroit Shock arrivarono terze nella Eastern Conference con un record di 17-17. Nei play-off persero la semifinale di conference con le New York Liberty (2-1).

## Roster
| N° | Naz.                   | Ruolo | Sportivo       | Anno | Alt. | Peso |
| -- | ---------------------- | ----- | -------------- | ---- | ---- | ---- |
| 00 | Stati Uniti (bandiera) | C     | Ruth Riley     | 1979 | 196  | 88   |
| 2  | Stati Uniti (bandiera) | G     | Chandi Jones   | 1982 | 180  | 70   |
| 3  | Spagna (bandiera)      | G     | Isabel Sánchez | 1976 | 178  | 69   |
| 5  | Stati Uniti (bandiera) | G     | Elaine Powell  | 1975 | 175  | 67   |
| 6  | Australia (bandiera)   | G     | Jae Kingi      | 1976 | 173  | 68   |
| 9  | Stati Uniti (bandiera) | A     | Stacey Thomas  | 1978 | 178  | 69   |
| 12 | Stati Uniti (bandiera) | A     | Ayana Walker   | 1979 | 191  | 65   |
| 14 | Stati Uniti (bandiera) | GA    | Deanna Nolan   | 1979 | 178  | 73   |
| 21 | Stati Uniti (bandiera) | A     | Amisha Carter  | 1982 | 188  | 81   |
| 25 | Stati Uniti (bandiera) | G     | Merlakia Jones | 1973 | 175  | 67   |
| 32 | Stati Uniti (bandiera) | A     | Swin Cash      | 1979 | 188  | 73   |
| 33 | Stati Uniti (bandiera) | AC    | Iciss Tillis   | 1981 | 196  | 70   |
| 35 | Stati Uniti (bandiera) | A     | Cheryl Ford    | 1981 | 191  | 87   |
| 41 | Stati Uniti (bandiera) | C     | Stacy Stephens | 1982 | 193  | 88   |
| 54 | Stati Uniti (bandiera) | AC    | Barbara Farris | 1976 | 191  | 88   |

## Staff tecnico
- Allenatore: Bill Laimbeer
- Vice-allenatori: Laurie Byrd, Korie Hlede